# Brueil-en-Vexin
Brueil-en-Vexin là một xã thuộc tỉnh Yvelines, trong vùng Île-de-France, Pháp.
Người dân địa phương trong tiếng Pháp gọi là Brueillois.
Các xã giáp ranh là: Montalet-le-Bois về phía đông bắc, Oinville-sur-Montcient về phía đông, Juziers về phía đông nam, de Gargenville về phía nam, Guitrancourt về phía tây nam, Fontenay-Saint-Père về phía tây, Sailly về phía tây bắc và Lainville-en-Vexin về phía bắc.

## Biến động dân số
| 1793 | 1800 | 1806 | 1821 | 1831 | 1836 | 1841 | 1846 | 1851 |
| ---- | ---- | ---- | ---- | ---- | ---- | ---- | ---- | ---- |
| 311  | 310  | 302  | 309  | 313  | 305  | 316  | 297  | 300  |

| 1856 | 1861 | 1866 | 1872 | 1876 | 1881 | 1886 | 1891 | 1896 |
| ---- | ---- | ---- | ---- | ---- | ---- | ---- | ---- | ---- |
| 286  | 282  | 264  | 277  | 307  | 349  | 367  | 347  | 343  |

| 1901 | 1906 | 1911 | 1921 | 1926 | 1931 | 1936 | 1946 | 1954 |
| ---- | ---- | ---- | ---- | ---- | ---- | ---- | ---- | ---- |
| 351  | 338  | 343  | 322  | 323  | 267  | 260  | 252  | 259  |

| 1962                                         | 1968 | 1975 | 1982 | 1990 | 1999 | - | - | - |
| -------------------------------------------- | ---- | ---- | ---- | ---- | ---- | - | - | - |
| 279                                          | 300  | 349  | 369  | 460  | 532  | - | - | - |
| Số liệu kể từ 1962 : dân số không tính trùng |      |      |      |      |      |   |   |   |